# Edmond Aman-Jean

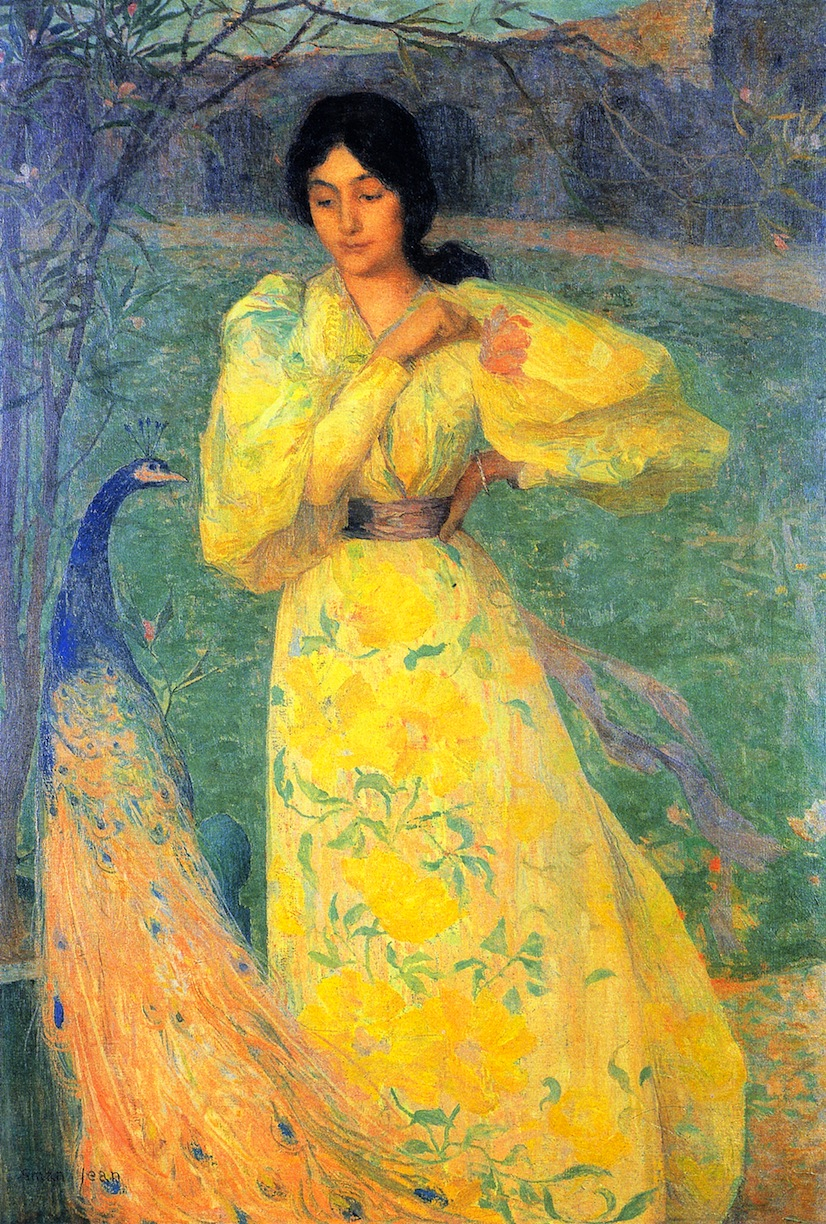
Joven muchacha con pavo real, de Edmond Aman-Jean, 1895.

Edmond Aman-Jean, seudónimo de Amand Edmond Jean (Chevry-Cossigny, 12 de noviembre de 1858 – París, 25 de enero de 1936) fue un pintor simbolista francés, que fundó el Salon des Tuileries en 1923.
Comenzó sus estudios artísticos con Henri Lehmann en la École des Beaux-Arts en 1880; más tarde estudió con Pierre Puvis de Chavannes. Luego se convirtió en un maestro importante por derecho propio; entre sus estudiantes estuvieron Charles Sydney Hopkinson, Theodor Pallady y Nicolae Tonitza. Aman-Jean estableció su reputación principalmente por sus retratos, especialmente femeninos; también destacó por sus murales en edificios públicos y oficiales, incluida la Sorbona. Como muchos artistas franceses de su generación, se vio influido por las nuevas perspectivas de arte japonés habituales en el París de la época; más inusual fue su interés en los artistas prerrafaelitas en Inglaterra.
Aman-Jean era un amigo íntimo de Georges Seurat; los dos artistas compartieron un taller en París en 1879. El retrato de Seurat de su amigo Aman-Jean, «uno de los grandes dibujos de retrato del siglo XIX», fue la primera obra que Seurat mostró en el Salón de París en 1883. Aman-Jean también se relacionó con una serie de artistas y figuras culturales de su época, desde Ernest Laurent a Paul Verlaine.
Aman-Jean también trabajó en litografía y láminas y diseño de pósteres.